# St. Maria unter dem Kreuz

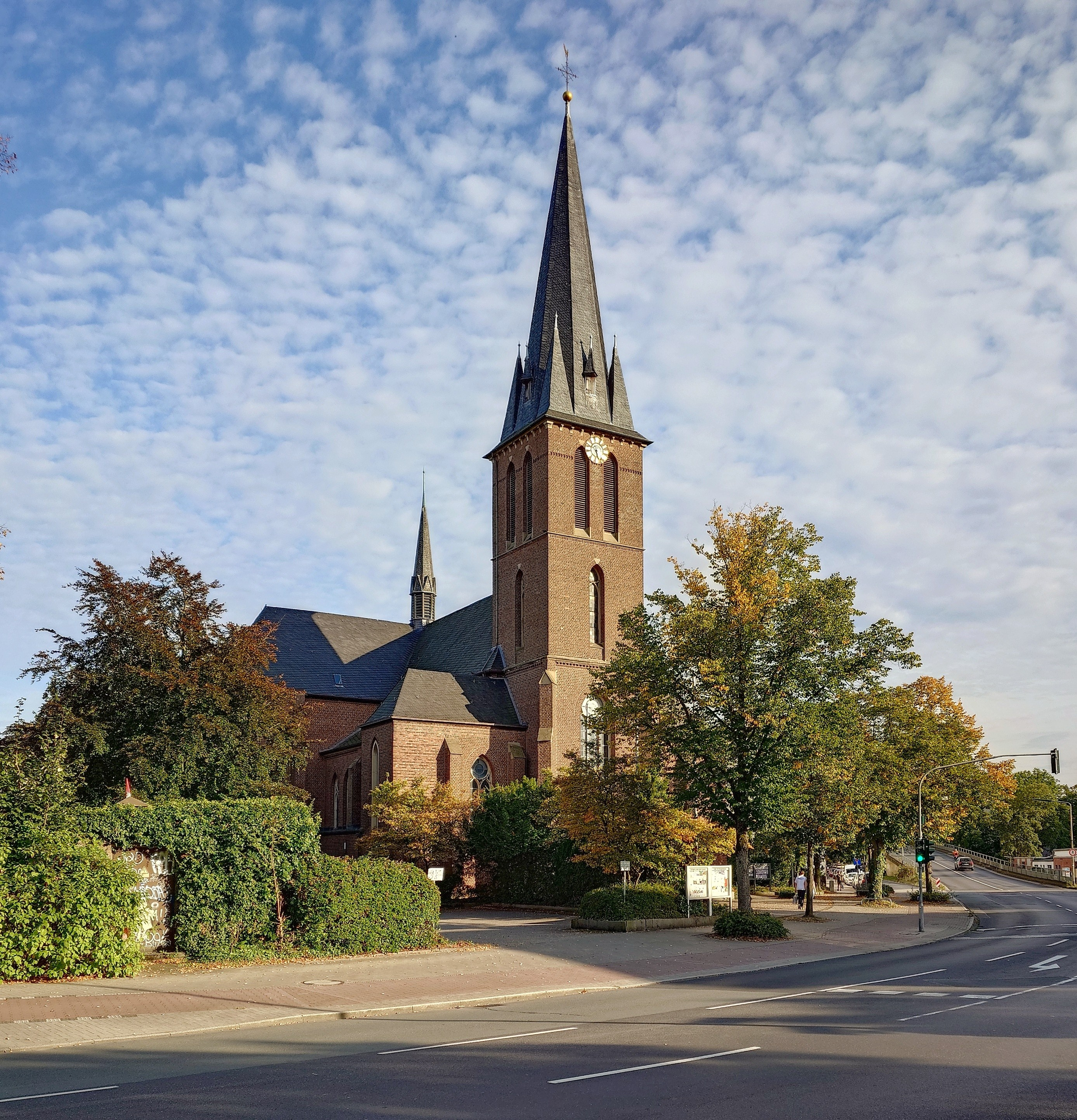
St. Maria unter dem Kreuze

St. Maria unter dem Kreuze ist eine römisch-katholische Pfarrkirche im Stadtteil Unterrath der nordrhein-westfälischen Landeshauptstadt Düsseldorf in Deutschland.

## Geschichte
Der Bau der neugotisch gehaltenen dreischiffigen Basilika erfolgte in den Jahren 1869 bis 1873 durch den Architekten August Rincklake, geweiht wurde sie am 14. September 1873.
In den Jahren 1930 bis 1931 wurde die Kirche von Paul Sültenfuß erweitert. Eine umfangreiche Restaurierung fand Anfang der 1970er-Jahre statt.
Die ehemalige Pfarrei St. Maria unter dem Kreuze wurde zum 1. Januar 2011 wegen Priestermangels in die Großgemeinde Heilige Familie mit mehr als  (2012) 13.000 Gläubigen fusioniert. 

## Orgel
Die Orgel wurde 1974 von dem Orgelbauer Willi Peter (Köln) erbaut. Das Schleifladen-Instrument hat 24 Register auf zwei Manualen und Pedal. Die Spiel- und Registertrakturen sind elektrisch.
| I Hauptwerk C–g3 |            |       |
| 1.               | Pommer     | 16′   |
| 2.               | Principal  | 8′    |
| 3.               | Gedeckt    | 8′    |
| 4.               | Oktave     | 4′    |
| 5.               | Blockflöte | 4′    |
| 6.               | Quinte     | 2 ⁄3′ |
| 7.               | Nachthorn  | 2′    |
| 8.               | Mixtur IV  | 1 ⁄3′ |
| 9.               | Trompete   | 8′    |

| II Schwellwerk C–g3 |                 |       |
| 10.                 | Hohlflöte       | 8′    |
| 11.                 | Gambe           | 8′    |
| 12.                 | Principal       | 4′    |
| 13.                 | Traversflöte    | 4′    |
| 14.                 | Superoctave     | 2′    |
| 15.                 | Quinte          | 1 ⁄3′ |
| 16.                 | Sesquialtera II |       |
| 17.                 | Scharf IV       | 1′    |
| 18.                 | Oboe            | 8′    |
|                     | Tremulant       |       |

| Pedal C–f1 |                |       |
| 19.        | Subbass        | 16′   |
| 20.        | Principalbass  | 8′    |
| 21.        | Gedecktbass    | 8′    |
| 22.        | Choralbass     | 4′+2′ |
| 23.        | Rauschbass III | 2 ⁄3′ |
| 24.        | Posaune        | 16′   |

- Koppeln: II/I, I/P, II/P